# شاهد قبر(رمز)

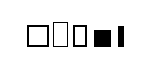
أشكال مختلفة من رمز نهاية الإثبات

في الرياضيات، يستخدم علامة القبر أو هالموس أو نهاية الإثبات أو رمز QED "∎" (أو "□") للدلالة على نهاية الإثبات، بدلاً من الاختصار التقليدي "QED" من العبارة اللاتينية ع«quod eratonstrandum» وتعني «وهو المطلوب إثباته». في المجلات يستخدم للإشارة لنهاية المقالة.
في يونيكود يتم تمثيله كحرف U+200E ويمكن تمثيلها في لغة ترميز النص الفائق (HTML) بالرموز: &#8718;
شكلها الرسومي يمكن أن يختلف، حيث أحيانا تظهر كمستطيل مفرغ أو كمستطيل مصمت أو كمربع.
في AMS-LaTeX ، يُلحق الرمز تلقائيًا في نهاية بيئة الإثبات \begin{proof} ... \end{proof} . يمكن أيضًا الحصول عليه من الأوامر \qedsymbol أو \qedhere أو \qed (يتسبب الأخير في محاذاة الرمز إلى اليمين).
يطلق عليه أحيانًا «رمز نهائية هالموس» أو «هالموس» نسبة إلى عالم الرياضيات بول هالموس، الذي استخدمه لأول مرة في سياق رياضي عام 1950. جاءته فكرة استخدامه من خلال رؤية استخدامه كإشارة لنهاية المقالات في المجلات. كتب في مذكراته أريد أن أصبح عالم رياضيات: